# Goedartia cyanea
Goedartia cyanea là một loài tò vò trong họ Ichneumonidae.